# HD225184
HD225184 — хімічно пекулярна зоря спектрального класу A2, що має видиму зоряну величину в смузі V приблизно  9,6.
Вона  розташована на відстані близько 1598,8 світлових років від Сонця.